# Cincinato Pinto da Silva
Cincinato Pinto da Silva (1835 — Bahia, 7 de outubro de 1912) foi um médico e político brasileiro.
Foi presidente das províncias de Sergipe, nomeado por carta imperial de 20 de abril de 1864, de 21 de junho de 1864 a 5 de novembro de 1865, de Alagoas, de 28 de dezembro de 1878 a 16 de julho de 1880, e do Maranhão, de 24 de julho de 1880 a 17 de novembro de 1881.